# Marx Hayum Seligsberg

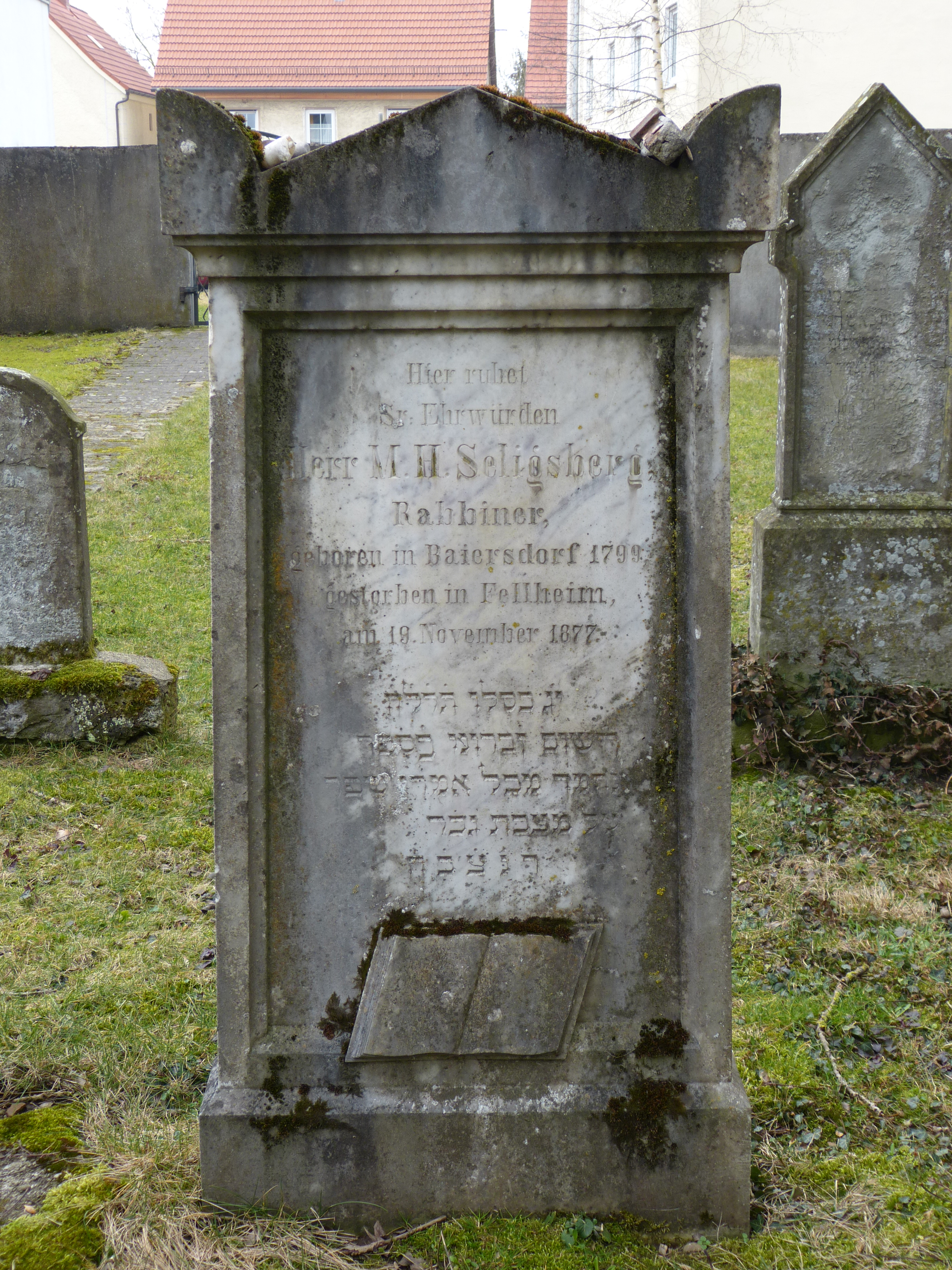
Grabstein auf dem Jüdischen Friedhof Fellheim

Marx Hayum Seligsberg (geboren am 3. Juli 1799 in Baiersdorf; gestorben am 19. November 1877 in Fellheim) war ein deutscher Rabbiner und Autor moralisch-religiöser Schriften.

## Leben
Marx Hayum Seligsberg (auch: Markus Heimann Seligsberger und andere Schreibweisen) wurde – wie auch die Rabbiner Hirsch Aub und Joseph Aub – im mittelfränkischen Baiersdorf geboren, wo er auch die Elementarschule besuchte. Er studierte bei Wolf Hamburger an der Jeschiwa (Talmudhochschule) in Fürth und betrieb anschließend Studien in Latein und Französisch an der philosophischen Fakultät der Universität Erlangen. Hier wurde er 1825 im Fachbereich „rabbinische Theologie“ mit der Dissertation „De Salomonis aetate rebusque gestis ad explicanda regum“ promoviert und legte 1827 die Staatsprüfung in Ansbach ab. 1828 bewarb er sich um die Anstellung als Rabbiner in Bayreuth, wurde jedoch nicht berücksichtigt: Die Stelle erhielt Joseph Aub. Nach einer ebenfalls erfolglosen Bewerbung nach Fürth wurde er 1830 schließlich als Nachfolger von Joel Nathan Seligmann zum Rabbiner der jüdischen Gemeinde in Fellheim berufen. In der Nachbarschaft der Synagoge ließ die Gemeinde 1836 einen Neubau der jüdischen Schule errichten. Im selben Jahr nahm er an der Ansbacher Kreissynode teil, in der sein ehemaliger Lehrer Hamburger, der bereits 1830 Lehrverbot erhalten hatte, als Wortführer der Fürther Orthodoxen auftrat. 1852 wurde seine Bewerbung um eine Anstellung in der böhmischen Gemeinde Groß-Meseritsch abschlägig beschieden. Um 1870 betreute Seligsberg neben Fellheim auch die Gemeinden Illereichen-Altenstadt, Osterberg, Memmingen und Kempten. Das Verhältnis zur Gemeinde war jedoch gespannt. So kam es 1835 unter anderem zu einer Anklage vor dem Amtsgericht Illertissen durch die Gemeindevorsteher Heinrich Einstein, Samuel Schwab und Joseph Rosenthal wegen ungenügender Amtsführung, Vernachlässigung der Armenpflege und Unterschlagung von Geldern – der Seligsberg heftig widersprach –  sowie zu Tumulten während seiner Predigten.
Kurz nach seinem Amtsantritt heiratete Seligsberg in Fellheim Sophie Seligmann (1803 – 28. Oktober 1845), Tochter seines Amtsvorgängers, und hatte neun Kinder mit ihr. Unter anderem wurde 1832 der Sohn Arnold geboren, der in München 1850 am Maximiliansgymnasium, das auch sein jüngerer Bruder Wilhelm besuchte, die Absolutionsprüfung (Abitur) ablegte. Drei Söhne wanderten in die USA aus. Nach dem Tod von Sophie heiratete er 1848 Therese Heilbronner (1814–1887) aus Buchau in Württemberg. Er starb im Alter von 78 Jahren in Fellheim, wo er auf dem jüdischen Friedhof beigesetzt wurde. Das Rabbinat Fellheim wurde nach seinem Tod dem Distriktsrabbinat Augsburg unterstellt.
Neben seiner Tätigkeit als Rabbiner und Religionslehrer verfasste Seligsberg zahlreiche „moralisch-religiöse“ bzw. theologische Schriften.

## Schriften (Auswahl)
- De Salomonis aetate rebusque gestis ad explicanda regum Cap. III et XI. Pars I. Kunstmann, Erlangen 1825 (23 Seiten).
- Mekor Chaijim (מקור חיים). Religiös-moralische Vorträge. 1841[9]
- Sede Chajjim (שדה חגים): Feld des Lebens. 1845.
- Ir Miklat (עיר מקלט). Der Zufluchtsort, eine moralisch-religiöse Schrift zur Erbauung. In hebräischer und deutscher Sprache. Rödelheim 1846.
- Die Lebensquelle (מקור החיים). 4 Teile. Rödelheim 1847.
- Moralische Vorlesungen über die 5 Bücher Mosis. Selbstverlag, Fellheim 1854.
- Moralische Betrachtungen zur häuslichen Erbauung für alle Stände und alle Confessionen. 3 Teile. Selbstverlag, Fellheim 1851–1853.
- ‘Or Thorah (או ת'ורה), Bd. I, Homilien und Erklärungen zum Pentateuch. Frankfurt a. M. 1859, T. II, Erklärungen zu den fünf Megilloth. Leipzig 1860; T. III: Erklärungen zu den Haftaroth. Frankfurt a. M. 1863.
- Kos Tanhumim (קוס תנחומים). Worte zu Traueranlässen. Frankfurt a. M. 1863.